# Žlahtni dedek
Žlahtni dedek (znanstveno ime Leccinellum crocipodium) je užitna goba iz rodu dedkov (Leccinellum), ki je razširjena tudi v Sloveniji, vendar je redka in zaščitena, ter uvščena na rdeči seznam.

## Značilnosti
Žlahtni dedek je v celoti bolj ali manj rumeno obarvan (včasih celo olivno), tudi luknjice v himeniju so rumene, ima pa značilen, hrapavo luskat bet, kot druge vrste turkov in dedov ter tu in tam počrni. Klobuk gobe je najprej polkrožen, kasneje pa se izboči in postane blazinast. Pogosto postane njegova žametna kožica razpokana, premer klobuka odrasle gobe pa je med 5 in 15 cm.
Trosovnica je sprva rumena, pri zelo starih primerkih pa postane olivno zelena, sestavljena pa je iz dolgih in tankih cevk, katerih drobne rumene luknjice postanejo sčasoma bolj oglate in dobijo olivno barvo.
Bet odraslih gob doseže velikost 5–10 cm in ima premer od 1,5 do 3 cm. Bet je trebušast, valjast in pogosto ukrivljen ter poln in trd Bet starih gob je olesenel, običajno ima zašiljeno dnišče. Površina beta je rumena, podolžno hrapavo luskata, luskice pa pri starejših primerkih počrnijo.
Meso žlahtnega dedka je rumenkasto, na prerezanih mestih na zraku najprej rahlo pordeči, kasneje pa počrni. Sestava mesa je trdna, v betu pa žilava. Je prijetnega vonja in okusa.

## Razširjenost in življenjski prostor
Žlahtnega dedka bomo našli pod listavci, najraje pod bukvami, posamično ali v malih skupinah. Je razmeroma redka goba, ki raste v toplih poletjih.

## Mikroskopske značilnosti
Trosni odtis je rumeno rjave barve. Trosi so vretenaste oblike in merijo 11–18 x 6–8 μm.

## Podobne vrste
- primorski ded (Lecinum corsicum) ima rumeno rdeč do kostanjevo rjav klobuk
- gabrov dedek (Leccinellum pseudoscabrum) ima bolj rjav klobuk
- preprosti turkovec (Hemileccinum impolitum) ima gladek bet, meso pa lahko na zraku tudi postane rahlo rožnato, vendar ne počrni

## Uporabnost
Užiten. Žlahtni dedek je dobra goba, vendar ga je zaradi redkosti prepovedano nabirati.